# Дмитриев, Юрий Арсеньевич
Ю́рий Арсе́ньевич Дми́триев (3 декабря 1911, Москва — 22 августа 2006, Москва) — советский и российский театровед, театральный критик, искусствовед. Доктор искусствоведения (1951), профессор (1952), заслуженный деятель искусств РСФСР (1990).

## Биография
Литературную деятельность Юрий Дмитриев начал в 1929 году рабочим корреспондентом. Работал телефонным монтером, а в свободное время писал о цирковых представлениях, эстрадных концертах и театральных премьерах. Увлечение зрелищными искусствами привело его в Государственный институт театрального искусства — ГИТИС (ныне РАТИ), который он окончил в 1935 году. Затем поступил в аспирантуру ГИТИСа, начал читать лекции по истории русского театра. В 1931—1938 годах, не оставляя учебу, работал сотрудником Государственного объединения музыкальных, эстрадных и цирковых предприятий. В 1941—1942 годах был заместителем начальника Главного управления цирков, директором Государственного училища циркового искусства, в 1942—1943 годах — художественным руководителем Московского цирка.
Кроме ГИТИСа, Дмитриев преподавал в Театральном училище им. Щукина, где у него учились Евгений Симонов, Михаил Ульянов, Юрий Любимов, Владимир Этуш, Юлия Борисова. Педагогическую деятельность Юрий Дмитриев сочетал с научной. C 1944 года работал в Институте истории искусств АН СССР, с 1964 года — заведующим сектором театра, с 1990 года — главным научным сотрудником. В 1951 году защитил докторскую диссертацию по истории русского цирка. Юрий Дмитриев был крупным специалистом не только в области русского цирка и русской эстрады, но и русского театра. «Малый театр и его рыцарь Юрий Дмитриев» — так назвал Юрий Соломин вступительную статью к исследованию «Государственный академический Малый театр».
Похоронен в Москве на Ваганьковском кладбище.

## Книги
- Братья Дуровы. М.—Л., 1945;
- Виталий Лазаренко. М.—Л., 1946;
- П. С. Мочалов. М., 1949;
- Русский цирк. М., 1953;
- Ермолова. М., 1954;
- Мочалов актёр-романтик. М., 1961;
- Искусство советской эстрады. М., 1962;
- Советское актёрское мастерство. М., 1963;
- Советский цирк. М., 1963;
- Мочалов актёр-романтик. М., 1963;
- Искусство цирка. М., 1964;
- Советская эстрада. М., 1968;
- Советский цирк сегодня. М., 1968;
- Эстрада и цирк глазами влюбленного. М., 1971;
- Цирк в России от истоков до 1917. М., 1977;
- Михаил Лентовский. М., 1978;
- Грани современного. Киев, 1978;
- История русского драматического театра : [в 7 т.] / редкол.: Е. Г. Холодов (гл. ред.) [и др.]. — 2-е изд. — М. : Искусство, 1977—1987. — автор разделов в томах: 3, 6
- Л. Утесов. М., 1982;
- Русские трагики конца XIX — начала XX века. М., 1983;
- Академический Малый театр. 1917—1941. М., 1984;
- Знаменитые клоуны. Киев, 1989;
- Я жил тогда… М., 1995;
- Прекрасное искусство цирка. М., 1996;
- Академический Малый театр. 1941—1995. М., 1997 (2-е изд. 2011);
- Очерки истории русского драматического театра. М., 2002;
- Цирк в России во все времена. М., 2003;
- Цирк в России. От истоков до 2000 года. М., 2004.

## Награды
- Заслуженный деятель искусств РСФСР (1990).
- Благодарность Министра культуры и массовых коммуникаций Российской Федерации (21 декабря 2004 года) — за сохранение и приумножение лучших традиций отечественной культуры и в связи с 75-летием Центрального Дома работников искусств[7].